# Dorothy Alison
Dorothy Alison, vero nome Dorothy Dickson (Broken Hill, 4 aprile 1925 – Londra, 17 gennaio 1992), è stata un'attrice australiana.

## Biografia
Nata in una cittadina mineraria del Nuovo Galles del Sud, dopo gli studi alla Sydney Girls High School si trasferì a Londra nel 1949 dove lavorò come segretaria e apparve in due film, nel primo accreditata come Perk Alison e nel secondo con il nome d'arte definitivo. Dal 1952 iniziò la carriera cinematografica con la nomination ai Premi BAFTA 1952 come migliore attrice promettente per il film Mandy. Fu candidata una seconda volta ai Premi BAFTA 1957 come migliore attrice protagonista per il film Bader il pilota, e nel seguito della sua carriera ebbe molti ruoli di supporto.
Apparve anche in una trentina di serie televisive: i ruoli per i quali è maggiormente nota furono quelli di Costanza di Bretagna in Robin Hood (1955) e, più avanti, la signora Frith nella miniserie A Town Like Alice per il quale si aggiudicò nel 1982 il Logie Award (premio australiano equivalente del Golden Globe statunitense) come miglior attrice non protagonista di una serie televisiva.
Sposatasi nel giugno 1952 con l'attore e produttore britannico Leslie Linder, divorzia nel dicembre 1976. Muore a Londra nel gennaio del 1992 all'età di 66 anni.

## Filmografia

### Cinema
- Eureka Stockade, regia di Harry Watt (1949) – come Perk Alison
- Terra di giganti (Sons of Matthew), regia di Charles Chauvel (1949)
- Mandy, regia di Alexander Mackendrick (1952)
- Appuntamento col destino (Turn the Key Softly), regia di Jack Lee (1953)
- The Maggie, regia di Alexander Mackendrick (1954)
- Pianura rossa (The Purple Plain), regia di Robert Parrish (1954)
- Child's Play, regia di Margaret Thomson (1954)
- Companions in Crime, regia di John Krish (1954)
- The Feminine Touch, regia di Pat Jackson (1956)
- La lunga mano (The Long Arm), regia di Charles Frend (1956)
- Bader il pilota (Reach for the Sky), regia di Lewis Gilbert (1956)
- La volpe di Londra (The Silken Affair), regia di Roy Kellino (1956)
- International Police (Interpol), regia di John Gilling (1957)
- The Scamp, regia di Wolf Rilla (1957)
- Tre minuti di tempo (The Man Upstairs), regia di Don Chaffey (1958)
- Life in Emergency Ward 10, regia di Robert Day (1959)
- La storia di una monaca (The Nun's Story), regia di Fred Zinnemann (1959)
- Two Living, One Dead, regia di Anthony Asquith (1961)
- Georgy, svegliati (Georgie Girl), regia di Silvio Narizzano (1966)
- L'ereditiera di Singapore (Pretty Polly), regia di Guy Green (1967)
- Terrore cieco (See No Evil), regia di Richard Fleischer (1971)
- Barbara, il mostro di Londra (Dr. Jekyll and Sister Hyde), regia di Roy Ward Baker (1971)
- Il meraviglioso Mr. Blunden (The Amazing Mr. Blunden), regia di Lionel Jeffries (1972)
- Baxter!, regia di Lionel Jeffries (1973)
- Prigioniero del passato (The Return of the Soldiers), regia di Alan Bridges (1982)
- Invitation to the Wedding, regia di Joseph Brooks (1985)
- Rikky and Pete, regia di Nadia Tass (1988)
- Un grido nella notte (Evil Angels), regia di Fred Schepisi (1988)
- Two Brothers Running, regia di Ted Robinson (1988)
- Australia, regia di Jean-Jacques Andrien (1989)
- Malpratice, regia di Bill Bennett (1989)

### Televisione
- Wedsnesday Theatre – serie TV, un episodio (1953)
- Douglas Fairbanks, Jr., Presents – serie TV, 2 episodi (1954-1955)
- Fabian of the Yard – serie TV, un episodio (1955)
- Robin Hood (The Adventures of Robin Hood) – serie TV, 4 episodi (1955-1957)
- ITV Television Playhouse – serie TV, 2 episodi (1956-1959)
- Armchair Theatre – serie TV, 3 episodi (1956-1968)
- Overseas Press Club - Exclusive! - serie TV, un episodio (1957)
- A Time of the Day – serie TV, 6 episodi (1957)
- The Veil – serie TV, un episodio (1958)
- Theatre 70 – serie TV, un episodio (1960)
- Stryker of the Yard – serie TV, un episodio (1961)
- Disneyland – serie TV, un episodio (1962)
- ITV Play of the Week – serie TV, un episodio (1966)
- Journey to the Unknown – serie TV, un episodio (1968)
- Journey Into Darkness – serie TV, un episodio (1968)
- ITV Playhouse – serie TV, un episodio (1969)
- Callan – serie TV, un episodio (1970)
- The Main Chance – serie TV, un episodio (1972)
- Love Story – serie TV, un episodio (1973)
- Angels – serie TV, 2 episodi (1975)
- Sister Dora – serie TV, un episodio (1977)
- Eustace and Hilda – serie TV, 3 episodi (1977)
- Forgive Our Foolish Ways – serie TV, 2 episodi (1980)
- A Town Like Alice – miniserie TV, 2 episodi (1981)
- Maybury – serie TV, un episodio (1981)
- Wandin Valley (A Country Practice) – serie TV, 5 episodi (1983-1989)
- The Winds of Jarrah, regia di Mark Egerton (1983) – film TV
- The Schippan Mystery, regia di Di Drew (1984) – film TV
- A Fortunate Life – serie TV, 3 episodi (1986)
- Tusitala – miniserie TV, 3 episodi (1986)
- Relative Merits – serie TV (1987)
- Melba – miniserie TV, 2 episodi (1988)
- Dottori con le ali (The Flying Doctors) – serie TV, un episodio (1989)

## Doppiatrici italiane
Nelle versioni italiane dei suoi film, Dorothy Alison è stata doppiata da:
- Wanda Tettoni in La storia di una monaca
- Gabriella Genta in Un grido nella notte